# Lymanopoda caeruleata
Lymanopoda caeruleata är en fjärilsart som beskrevs av Frederick DuCane Godman och Osbert Salvin 1880. Lymanopoda caeruleata ingår i släktet Lymanopoda och familjen praktfjärilar. Inga underarter finns listade i Catalogue of Life.